# Ambovombe (district)
Ambovombe is een district van Madagaskar in de regio Androy. Het district telt 331.327 inwoners (2011) en heeft een oppervlakte van 5.829 km², verdeeld over 17 gemeentes. De hoofdplaats is Ambovombe.